# Liste der Monuments historiques in Annonville
Die Liste der Monuments historiques in Annonville führt die Monuments historiques in der französischen Gemeinde Annonville auf.

## Liste der Immobilien
| Bezeichnung      | Beschreibung            | Standort          | Kennzeichnung | Schutzstatus | Datum | Bild |
| ---------------- | ----------------------- | ----------------- | ------------- | ------------ | ----- | ---- |
| Kirche St-Pierre | aus dem 16. Jahrhundert | Grande Rue (Lage) | PA00078936    | Inscrit      | 1925  |      |